# Cantón de Saint-Brice-en-Coglès
El cantón de Saint-Brice-en-Coglès era una división administrativa francesa, que estaba situada en el departamento de Ille y Vilaine y la región de Bretaña.

## Composición
El cantón estaba formado por once comunas:
- Baillé
- Le Châtellier
- Coglès
- La Selle-en-Coglès
- Le Tiercent
- Montours
- Saint-Brice-en-Coglès
- Saint-Étienne-en-Coglès
- Saint-Germain-en-Coglès
- Saint-Hilaire-des-Landes
- Saint-Marc-le-Blanc

## Supresión del cantón de Saint-Brice-en-Coglès
En aplicación del Decreto n.º 2014-177 de 18 de febrero de 2014, el cantón de Saint-Brice-en-Coglès fue suprimido el 22 de marzo de 2015 y sus 11 comunas pasaron a formar parte del nuevo cantón de Antrain.